# Алюминиевая пудра

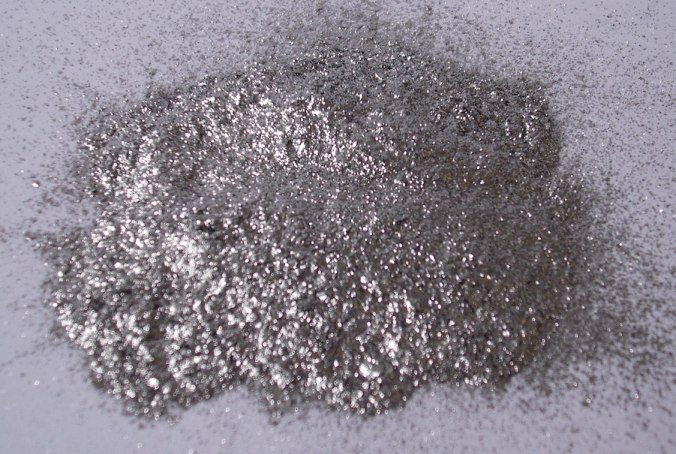
Пигментная алюминиевая пудра

Алюминиевая пудра — высокодисперсный порошок алюминия, с незначительным содержанием примесей (обычно медь, марганец, кремний, железо, влага и др.). Частицы преимущественно имеют вид тонких пластинок, покрытых слоем окисла и жира.
Следует различать алюминиевый порошок и алюминиевую пудру. Первый используется в порошковой металлургии и имеет частицы диаметром 100—1000 мкм, в то время как толщина лепестка пудры составляет 0,2—0,5 мкм, а средний линейный размер не превышает 30 мкм.

## Виды алюминиевой пудры
1. Пудра алюминиевая пиротехническая (ПП-1Т, ПП-1Л, ПП-2Т, ПП-2Л, ПП-3Т, ПП-3Л и другая). Используется в производстве пиротехники. Главным её отличием является форма самих частиц. В отличие от других видов частицы имеют более округлую форму и меньшее содержание стеарина. При горении алюминиевая пудра ПП даёт искры, за счёт разделения частиц на составные части.
2. Пудра алюминиевая пигментная (ПАП-1 и ПАП-2). Используется преимущественно в качестве пигмента для производства красок. Алюминиевая пудра имеет серо-серебристый цвет, стойкий к воздействию ультрафиолетового излучения. Также данный вид пудры используется в качестве газообразователя для производства ячеистого бетона (газобетона).
3. Пудра алюминиевая дисперсная (ПАД-0, ПАД-1, ПАД-4, ПАД-6 и ПАД-6* в фотовольтаике). Используется в специальных пастах для изготовления солнечных батарей (фотовольтаика) и для высококачественных специальных порошковых покрытий, получаемых путём расплавления предварительно нанесенного порошка на стальную поверхность.

## Использование
- Газообразователь при производстве газобетона
- Пигмент для лакокрасочной продукции
- Пиротехнические изделия
- Порошковая металлургия, например, выплавка металлического хрома [1]
- Компонент взрывчатки, как пример Аммонал

## Производство алюминиевой пудры
Алюминиевая пудра получается дроблением кускового алюминия (первичного, либо остатков листового алюминия). Алюминий подвергается дроблению (мокрому или сухому) в специальных шаровых мельницах, шарами разного размера, до получения необходимого размера частиц. При сухом дроблении в среде инертного газа в мельницы вводят стеарин, либо парафин, для смазывания алюминия и предотвращения его слипания. При производстве алюминиевых паст, на основе алюминия в качестве добавки используют растворитель и специальные поверхностно-активные добавки.
В 1920-х годах Э. Холл изобрёл и внедрил технологию изготовления алюминиевой пудры путём разбрызгивания с последующим расплющиванием частиц в чешуйки опять-таки в шаровых мельницах.